# 우출
우출 또는 후이후이인(回輝人, 회휘인)은 하이난성의 무슬림을 말한다. 중국 정부에서는 후이족의 일부로 분류하였으나 언어적으로는 참족 계통이다. 유전자 분석 결과 하이난 원주민과 큰 차이가 없어 참족이 베트남에서 하이난으로 탈출한뒤, 현지인에게 이슬람교를 전도시키고 융합하여 형성된 민족으로 추정된다. 고유 언어인 찻어는 오스트로네시아어족에 속하는 언어인데도 성조가 있는 것이 특징이다.

## 같이 보기
- 중국의 이슬람교
- 중국의 미식별 민족
- 후이족
- 참족